# Dernancourt
Dernancourt est une commune française située dans le département de la Somme, en région Hauts-de-France.
Les habitants de Dernancourt se nomment les Dernancourtois et les Dernancourtoises.

## Géographie

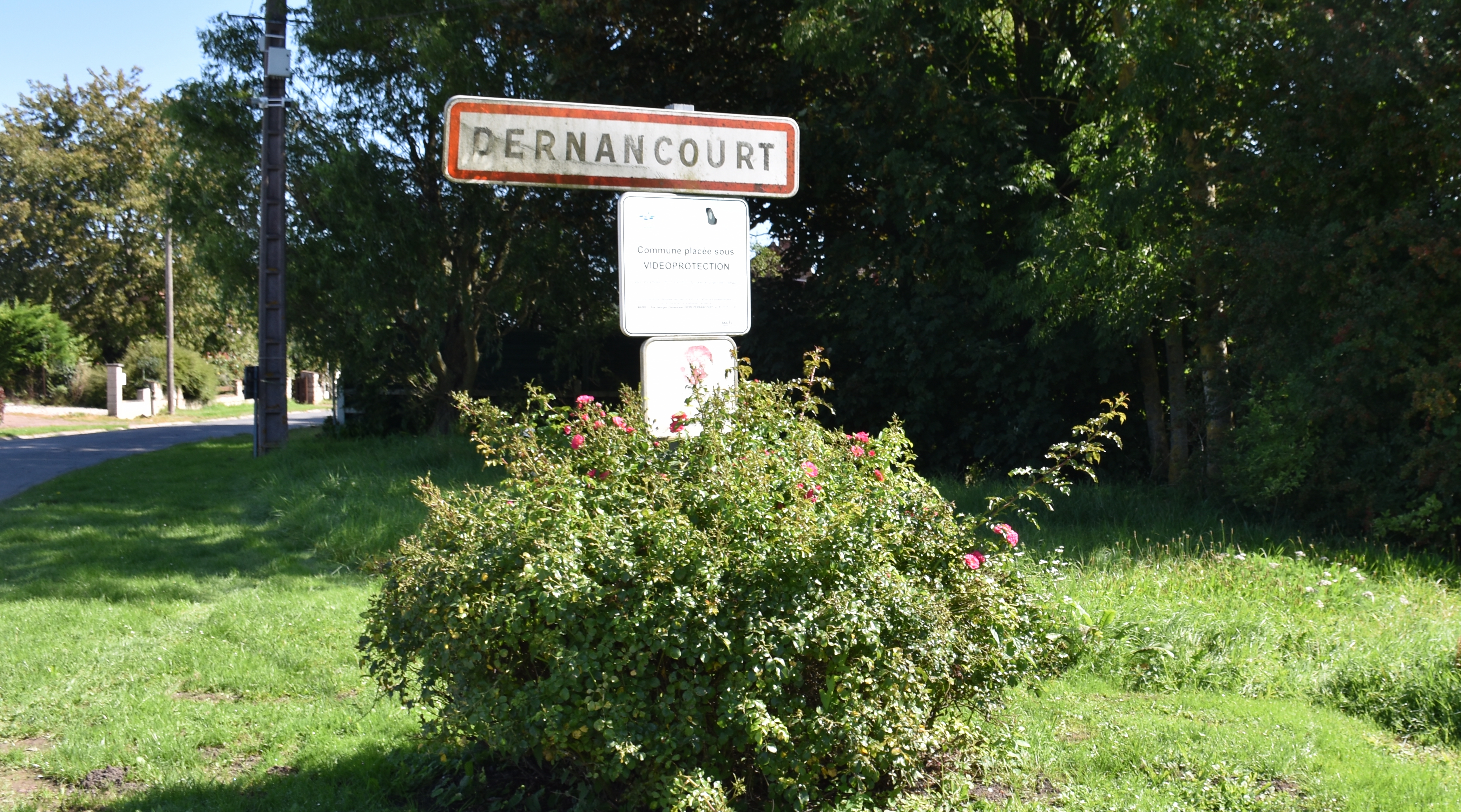
Une entrée du village.

### Localisation
Cette commune est voisine du chef de lieu de canton, Albert. Elle est située sur une petite colline dominant l'Ancre.

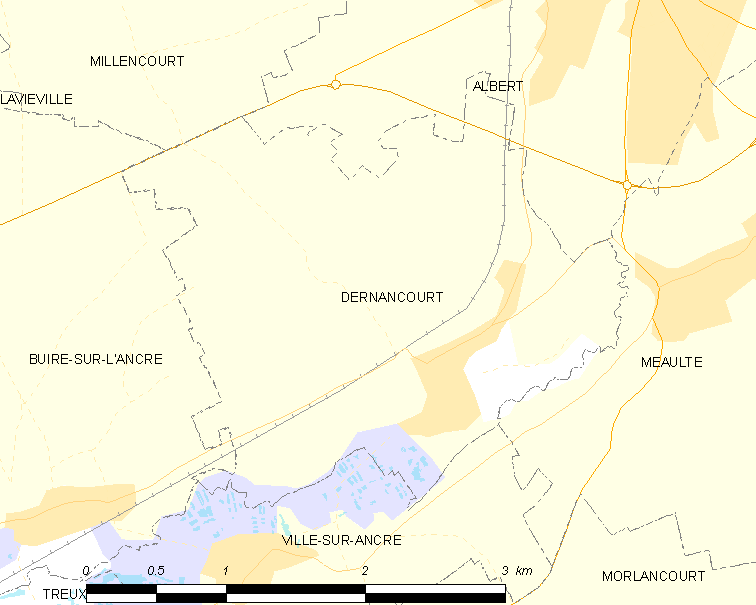
Cliquer sur la carte pour agrandir.

#### Communes limitrophes
| Millencourt       | Albert          |         |
| Buire-sur-l'Ancre | Dernancourt     | Méaulte |
|                   | Ville-sur-Ancre |         |

### Nature du sol et du sous-sol
Le sol de la commune est tourbeux dans le fond de la vallée, composé de terres franches le long de la vallée; les coteaux étant calcaires ou siliceux.

### Relief, paysage, végétation
Les coteaux à pente douce limitent au nord-ouest la vallée. Ils partagent le territoire communal en deux plaines à peu près égales. Un léger vallon est situé plus au nord.

### Hydrographie

#### Réseau hydrographique
La commune est située dans le bassin Artois-Picardie. Elle est drainée par.
L'Ancre, d'une longueur de 37 km, prend sa source dans la commune de Miraumont et se jette  dans la Somme canalisée à Aubigny, après avoir traversé 21 communes.

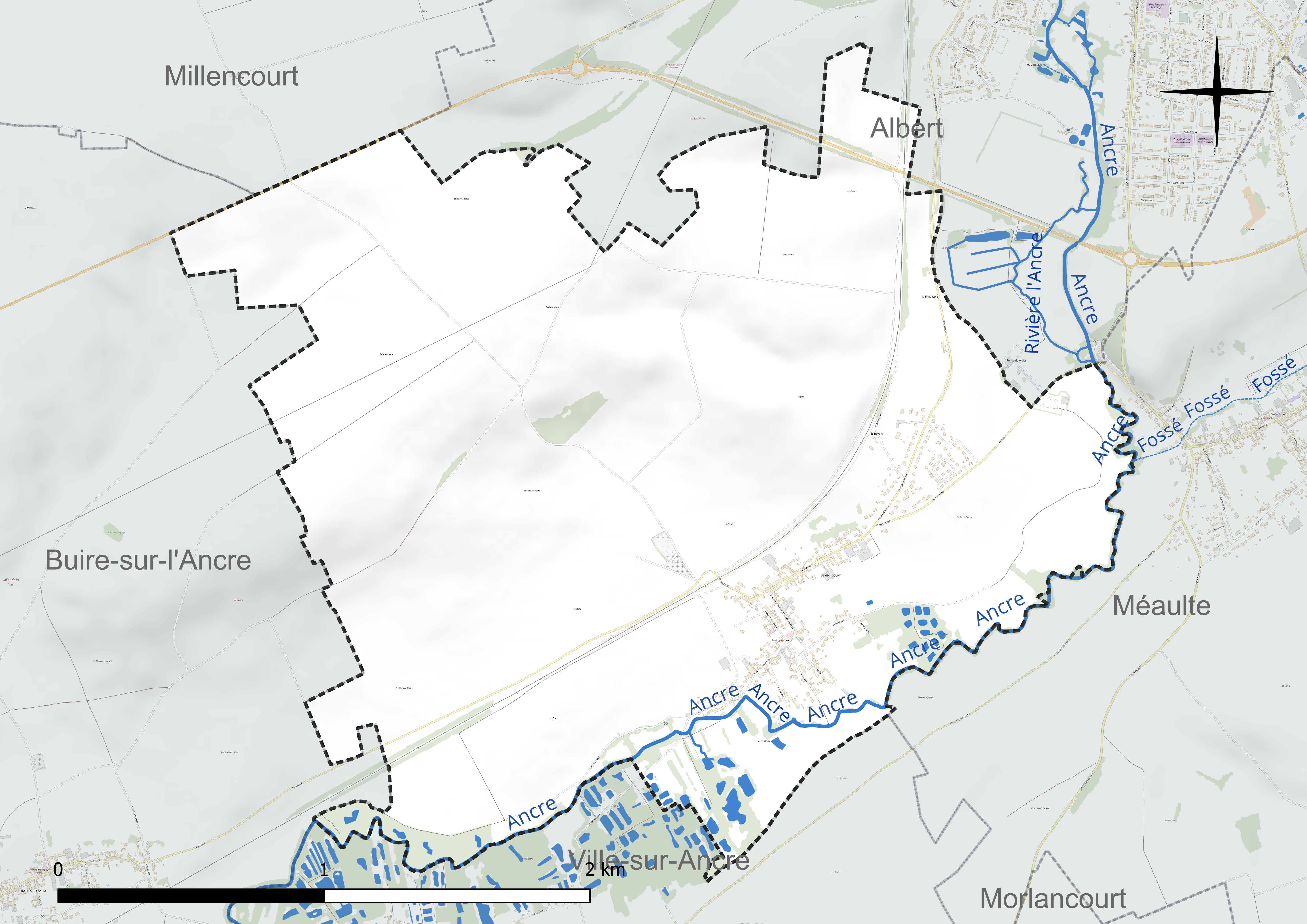
Réseau hydrographique de Dernancourt.

#### Gestion et qualité des eaux
Le territoire communal est couvert par le schéma d'aménagement et de gestion des eaux (SAGE) « Somme aval et Cours d'eau côtiers ». Ce document de planification concerne un territoire de 1 835 km2 de superficie, délimité par le bassin versant de la Somme canalisée. Le périmètre a été arrêté le 29 avril 2010 et le SAGE proprement dit a été approuvé le 6 août 2019. La structure porteuse de l'élaboration et de la mise en œuvre est le syndicat mixte d'aménagement hydraulique du bassin versant de la Somme (AMEVA).
La qualité des cours d'eau peut être consultée sur un site dédié géré par les agences de l'eau et l'Agence française pour la biodiversité.

### Climat
Pour des articles plus généraux, voir Climat des Hauts-de-France et Climat de la Somme.
En 2010, le climat de la commune est de type climat océanique dégradé des plaines du Centre et du Nord, selon une étude du CNRS s'appuyant sur une série de données couvrant la période 1971-2000. En 2020, Météo-France publie une typologie des climats de la France métropolitaine dans laquelle la commune est exposée à un climat océanique et est dans la région climatique Nord-est du bassin Parisien, caractérisée par un ensoleillement médiocre, une pluviométrie moyenne régulièrement répartie au cours de l'année et un hiver froid (3 °C).
Pour la période 1971-2000, la température annuelle moyenne est de 10,2 °C, avec une amplitude thermique annuelle de 14,7 °C. Le cumul annuel moyen de précipitations est de 660 mm, avec 11,5 jours de précipitations en janvier et 8,7 jours en juillet. Pour la période 1991-2020, la température moyenne annuelle observée sur la station météorologique la plus proche, située sur la commune de Méaulte à 2 km à vol d'oiseau, est de 10,7 °C et le cumul annuel moyen de précipitations est de 730,3 mm,. Pour l'avenir, les paramètres climatiques de la commune estimés pour 2050 selon différents scénarios d'émission de gaz à effet de serre sont consultables sur un site dédié publié par Météo-France en novembre 2022.
| Mois                                  | jan.           | fév.           | mars          | avril         | mai             | juin           | jui.           | août           | sep.         | oct.          | nov.            | déc.           | année      |
| ------------------------------------- | -------------- | -------------- | ------------- | ------------- | --------------- | -------------- | -------------- | -------------- | ------------ | ------------- | --------------- | -------------- | ---------- |
| Température minimale moyenne (°C)     | 1,1            | 1,2            | 3,3           | 5,1           | 8,2             | 11             | 12,9           | 13             | 10,5         | 7,6           | 4,3             | 1,8            | 6,7        |
| Température moyenne (°C)              | 3,6            | 4,2            | 7,2           | 9,9           | 13,2            | 16,1           | 18,3           | 18,5           | 15,2         | 11,2          | 7               | 4,1            | 10,7       |
| Température maximale moyenne (°C)     | 6              | 7,1            | 11,1          | 14,7          | 18,2            | 21,2           | 23,6           | 23,9           | 20           | 14,9          | 9,7             | 6,4            | 14,7       |
| Record de froid (°C) date du record   | −13,7 17.01.13 | −13 07.02.1991 | −9,1 13.03.13 | −4,7 07.04.21 | −1,6 07.05.1997 | 1,4 05.06.1991 | 4,8 04.07.1990 | 5,7 24.08.1993 | 2,1 30.09.18 | −4,3 29.10.03 | −8,5 24.11.1998 | −13,6 18.12.10 | −13,7 2013 |
| Record de chaleur (°C) date du record | 14,8 09.01.15  | 18,5 26.02.19  | 23,1 31.03.21 | 26,6 29.04.10 | 30,3 27.05.05   | 34,1 18.06.22  | 40,8 25.07.19  | 38,2 06.08.03  | 34 15.09.20  | 28 01.10.11   | 19,8 06.11.18   | 15,8 30.12.22  | 40,8 2019  |
| Précipitations (mm)                   | 61,2           | 49,9           | 53,5          | 43,3          | 58,7            | 56,7           | 60,7           | 64,7           | 55,9         | 69,6          | 72,1            | 84             | 730,3      |

## Urbanisme

### Typologie
Au 1er janvier 2024, Dernancourt est catégorisée ceinture urbaine, selon la nouvelle grille communale de densité à sept niveaux définie par l'Insee en 2022.
Elle est située hors unité urbaine. Par ailleurs la commune fait partie de l'aire d'attraction d'Amiens, dont elle est une commune de la couronne,. Cette aire, qui regroupe 369 communes, est catégorisée dans les aires de 200 000 à moins de 700 000 habitants,.

### Occupation des sols
L'occupation des sols de la commune, telle qu'elle ressort de la base de données européenne d'occupation biophysique des sols Corine Land Cover (CLC), est marquée par l'importance des territoires agricoles (90,2 % en 2018), une proportion sensiblement équivalente à celle de 1990 (91 %). La répartition détaillée en 2018 est la suivante : 
terres arables (85,8 %), zones urbanisées (6,3 %), prairies (4,4 %), zones humides intérieures (3,5 %). L'évolution de l'occupation des sols de la commune et de ses infrastructures peut être observée sur les différentes représentations cartographiques du territoire : la carte de Cassini (XVIIIe siècle), la carte d'état-major (1820-1866) et les cartes ou photos aériennes de l'IGN pour la période actuelle (1950 à aujourd'hui).

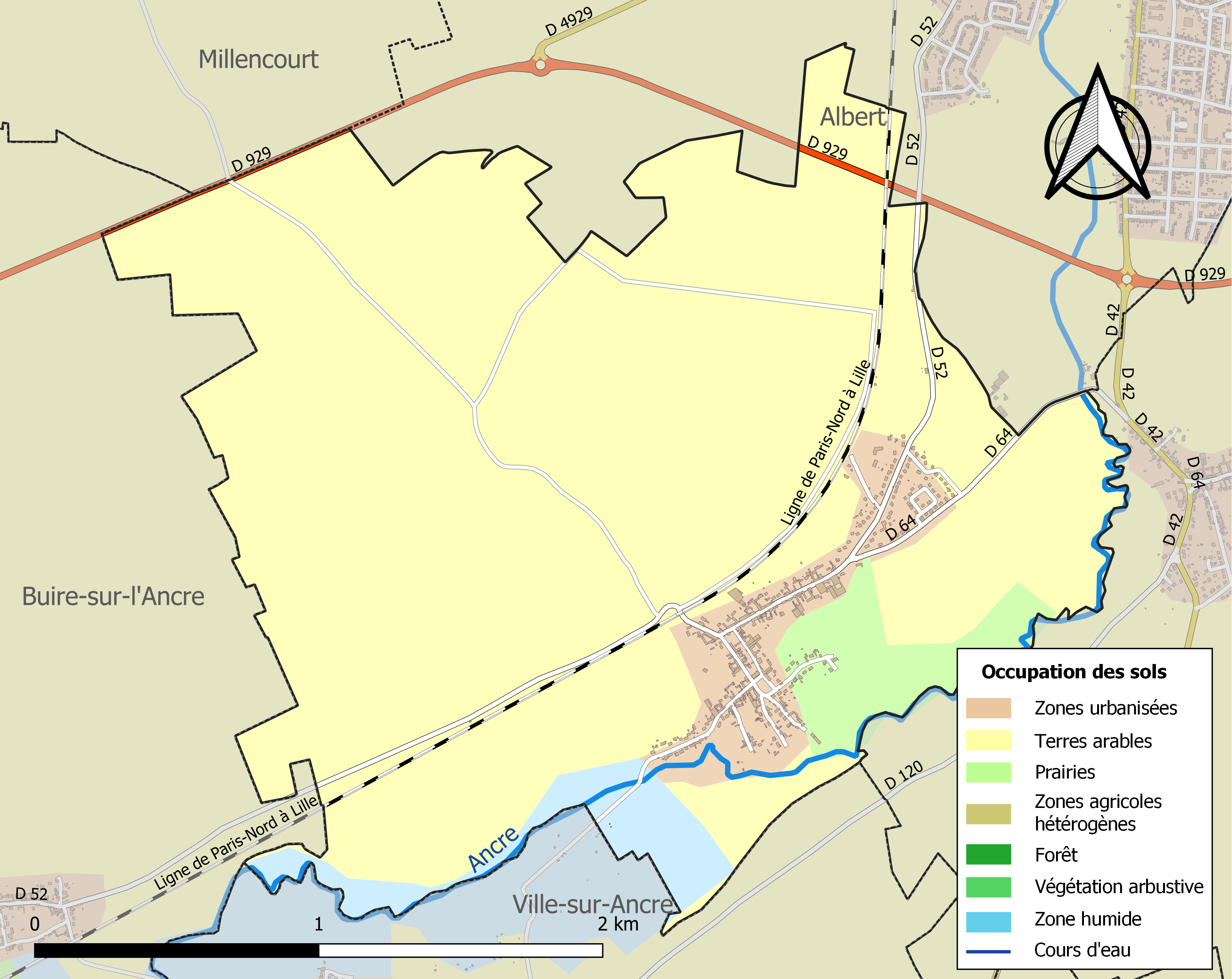
Carte des infrastructures et de l'occupation des sols de la commune en 2018 (CLC).

### Habitat
La commune de Dernancourt présente un habitat groupé.

### Voies de communication et transports
La localité est desservie par les lignes d'autocars du réseau interurbain Trans'80 Hauts-de-France (ligne no 37).

## Toponymie

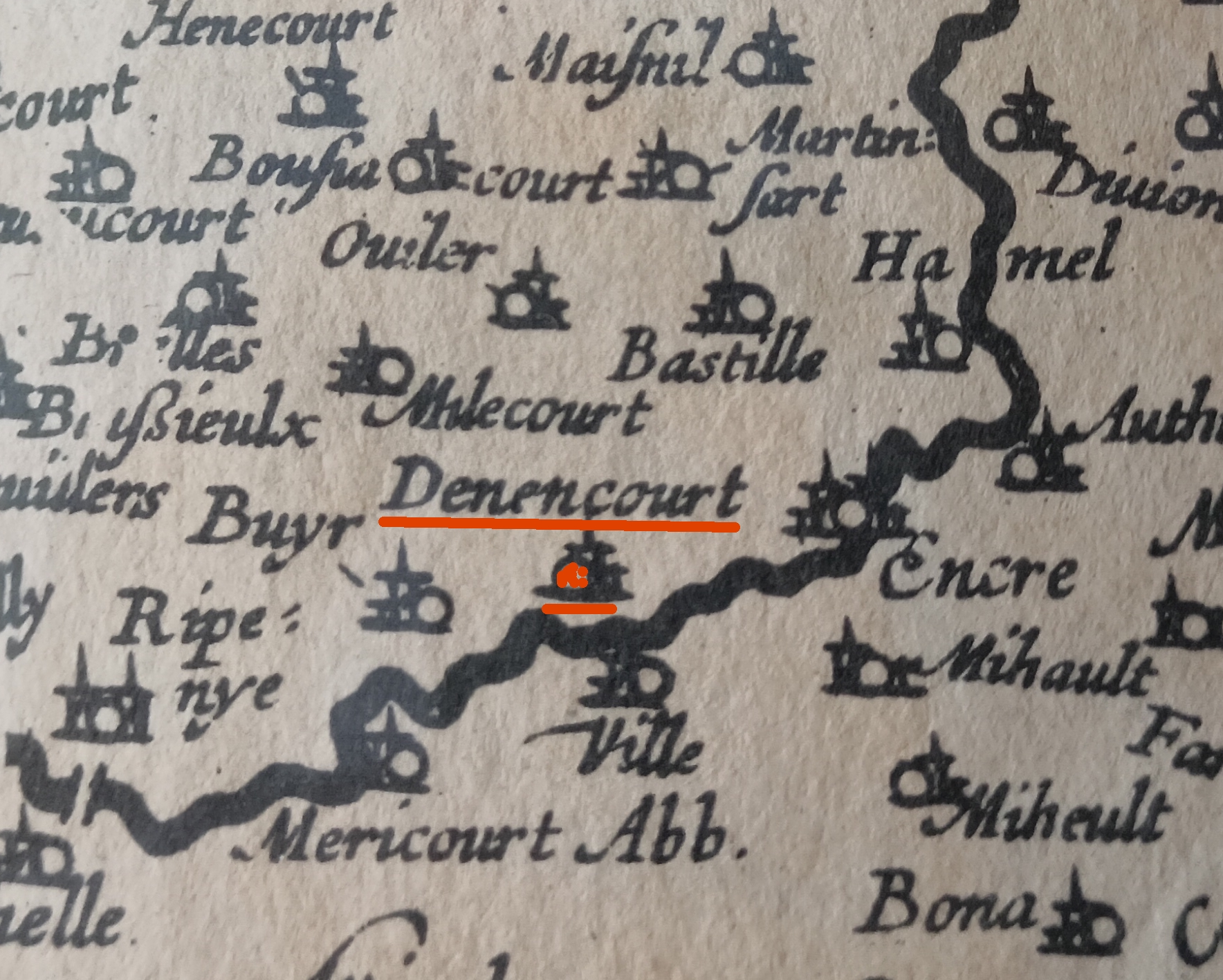
Sur une carte de la Picardie de 1620, Dernancourt se nommait Denencourt.

Le nom de la localité est attesté sous les formes Dernencurt en 1184 ; Dernencort en 1190 ; Derinencourt en 1301 ; Darnancourt en 1567 ; Denencourt en 1579 ; Dernecourt en 1638 ; Demencourt en 1648 ; Dernencourt en 1710 ; Dernancourt en 1733 ; Drencourt en 1787.
Le nom Dernancourt est de formation médiévale. Le suffixe -court (issu du bas latin cortem), signifiant « domaine rural ». Le préfixe  Dernen ou Dernan serait un nom de personne d'origine germanique, propriétaire du lieu.[source insuffisante]

## Histoire

### Moyen Âge
Il n'y a pas trace écrite de l'existence du village de Dernancourt avant 1287. À cette date, Henri de Dernencourt, confirmait la donation aux templiers de Belle-Église par Robert Waubert, bourgeois de Corbie, de plusieurs terres,.
Le 7 mai 1354, par lettres de franchises, les habitants de Dernancourt étaient exemptés de péage pour eux-mêmes et leurs marchandises dans la traversée du village.

### Époque moderne
Au XVIIe siècle, le village subit les exactions de la soldatesque pendant la guerre de Trente Ans et la guerre franco-espagnole.
Entre 1729 et 1733, le clocher de l'église fut reconstruit. La reconstruction de l'église elle-même fut achevée en 1766.
Avant la Révolution française, le village de Dernancourt comptait 82 maisons.

### Époque contemporaine

#### Première Guerre mondiale
Situé à l'arrière immédiat du front de l'automne 1914 à mars 1918, Dernancourt devint un lieu de séjour pour les soldats britanniques et australiens au repos. Les soldats australiens participèrent aux travaux agricoles, soulageant la population restée au village.
En mars 1918, la situation changea. Dernancourt fut atteint par les troupes allemandes au cours l'Opération Michael, phase principale de leur dernière offensive, la bataille du Kaiser, le 27 mars 1918. Les 4e et 3e divisions australiennes stoppèrent leur avance à Dernancourt au cours d'une bataille où les combats de rue s'effectuèrent à la baïonnette, le 5 avril 1918. L'armée allemande ne put poursuivre sa marche vers Amiens.
Le village fut libéré par les 12e et 33e divisions américaines, le 9 août 1918.

#### Entre-deux-guerres
La commune a été totalement ravagée pendant la Grande Guerre. Le village a été reconstruit pendant l'entre-deux-guerres. En 1920, Dernancourt fut reconnu filleul de l'Australie méridionale et les dons en argent et en vêtements affluèrent d'Australie. Un quartier de la ville d'Adélaïde, capitale de l'Australie méridionale prit le nom de Dernancourt. En 1921, une fête fut organisée à Dernancourt pour remercier les  Australiens de l'aide apportée pour la reconstruction.

#### Seconde Guerre mondiale
Au cours de la Seconde Guerre mondiale, un sabotage de la voie ferrée Amiens - Lille eut lieu sur le territoire de la commune.

#### Début XXIe siècle, l'affaire de la rue Pétain
La municipalité a été soumise pendant des années à des critiques vives pour avoir conservé une rue au nom de Philippe Pétain, qu'elle maintenait malgré les protestations. Ce fut l'un des rares cas en France de rue dénommée ainsi avant la Seconde Guerre mondiale, à ne pas avoir été débaptisée à la Libération.
En janvier 2005, au moment où l'Europe entière commémorait le 60e anniversaire de la libération des camps d'Auschwitz, la presse locale et nationale dénonçait le fait que la commune de Dernancourt possédait encore une « rue du Maréchal-Pétain »,. La polémique prit de l'ampleur devant l'inertie de la municipalité.
Ce n'est que le 5 novembre 2010, après plus de cinq ans de réflexion, que le conseil municipal, à la demande de la préfecture de la Somme, débaptisait la « rue du Maréchal-Pétain » et la renommait : « rue du 5-Avril-1918 - Bataille-de-Dernancourt ».

## Politique et administration

### Intercommunalité
La commune fait partie de la communauté de communes du Pays du Coquelicot.

### Liste des maires
| Période                                  | Période                   | Identité            | Étiquette | Qualité                        |
| ---------------------------------------- | ------------------------- | ------------------- | --------- | ------------------------------ |
| Les données manquantes sont à compléter. |                           |                     |           |                                |
| 1870                                     |                           | Alexandre Cavillon  |           |                                |
| 1926 en cours                            |                           | Jean-Baptiste Ruin  |           |                                |
|                                          |                           |                     |           |                                |
| mars 2001                                | 2008                      | Jean-Pierre Lequeux |           |                                |
| mars 2008                                | 2014                      | Lionel Lamotte      |           |                                |
| 2014                                     | En cours (au 28 mai 2020) | Sylvain Lequeux     |           | Réélu pour le mandat 2020-2026 |

## Démographie
Les habitants s'appellent des Dernancourtois(es).
L'évolution du nombre d'habitants est connue à travers les recensements de la population effectués dans la commune depuis 1793. Pour les communes de moins de 10 000 habitants, une enquête de recensement portant sur toute la population est réalisée tous les cinq ans, les populations de référence des années intermédiaires étant quant à elles estimées par interpolation ou extrapolation. Pour la commune, le premier recensement exhaustif entrant dans le cadre du nouveau dispositif a été réalisé en 2006.

En 2022, la commune comptait 519 habitants, en évolution de −2,81 % par rapport à 2016 (Somme : −1,26 %, France hors Mayotte : +2,11 %).
| 1793 | 1800 | 1806 | 1821 | 1831 | 1836 | 1841 | 1846 | 1851 |
| ---- | ---- | ---- | ---- | ---- | ---- | ---- | ---- | ---- |
| 445  | 427  | 414  | 539  | 570  | 553  | 562  | 556  | 544  |

| 1856 | 1861 | 1866 | 1872 | 1876 | 1881 | 1886 | 1891 | 1896 |
| ---- | ---- | ---- | ---- | ---- | ---- | ---- | ---- | ---- |
| 503  | 505  | 478  | 432  | 401  | 370  | 395  | 373  | 350  |

| 1901 | 1906 | 1911 | 1921 | 1926 | 1931 | 1936 | 1946 | 1954 |
| ---- | ---- | ---- | ---- | ---- | ---- | ---- | ---- | ---- |
| 357  | 326  | 336  | 213  | 285  | 323  | 327  | 330  | 327  |

| 1962 | 1968 | 1975 | 1982 | 1990 | 1999 | 2006 | 2011 | 2016 |
| ---- | ---- | ---- | ---- | ---- | ---- | ---- | ---- | ---- |
| 305  | 345  | 401  | 501  | 472  | 437  | 442  | 442  | 534  |

| 2021 | 2022 | - | - | - | - | - | - | - |
| ---- | ---- | - | - | - | - | - | - | - |
| 534  | 519  | - | - | - | - | - | - | - |

## Économie

### Activités économiques et de services
L'activité dominante de la commune reste l'agriculture.
En 2024 a lieu la première récolte de Chardonnay élevé avec la collaboration du collectif « Les 130 » sur une parcelle d'un peu plus d'un hectare. L'assemblage est réalisé au chai de Dompierre-Becquincourt pour ce produit labellisé Hauts-de-France.

## Culture locale et patrimoine

### Lieux et monuments
- L'église Saint-Léger : Elle est dédiée à saint Léger, elle a été reconstruite dans l'entre-deux-guerres[38].

- Le pavillon Adélaïde : il fut construit grâce à la somme collectée lors d'une soirée de gala organisée par Berthe Mouchette, veuve d'un soldat australien. Prévu au départ pour un centre médical pour nourrissons, il est devenu une salle des fêtes puis fut intégré à l'école communale[39].

Une commune marquée par la Première Guerre mondiale
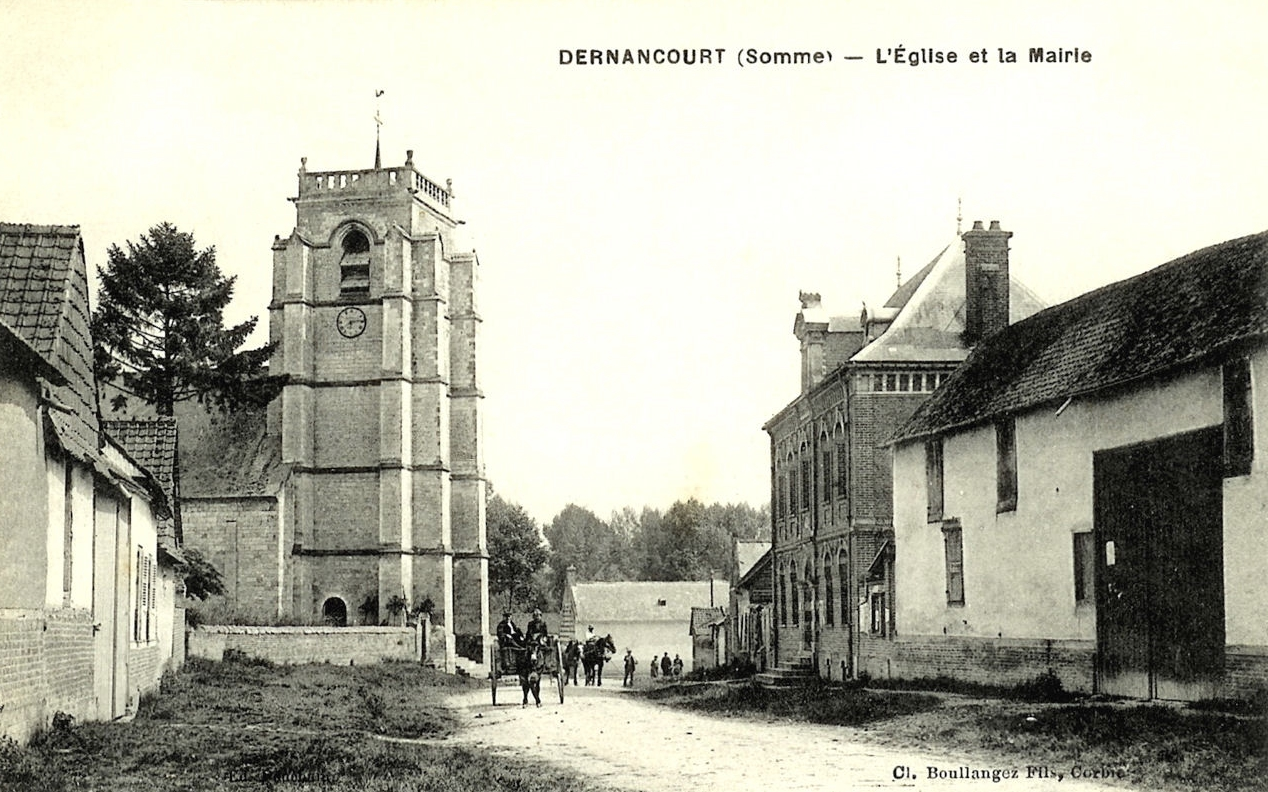
L'ancienne église de Dernancourt avant 1914.
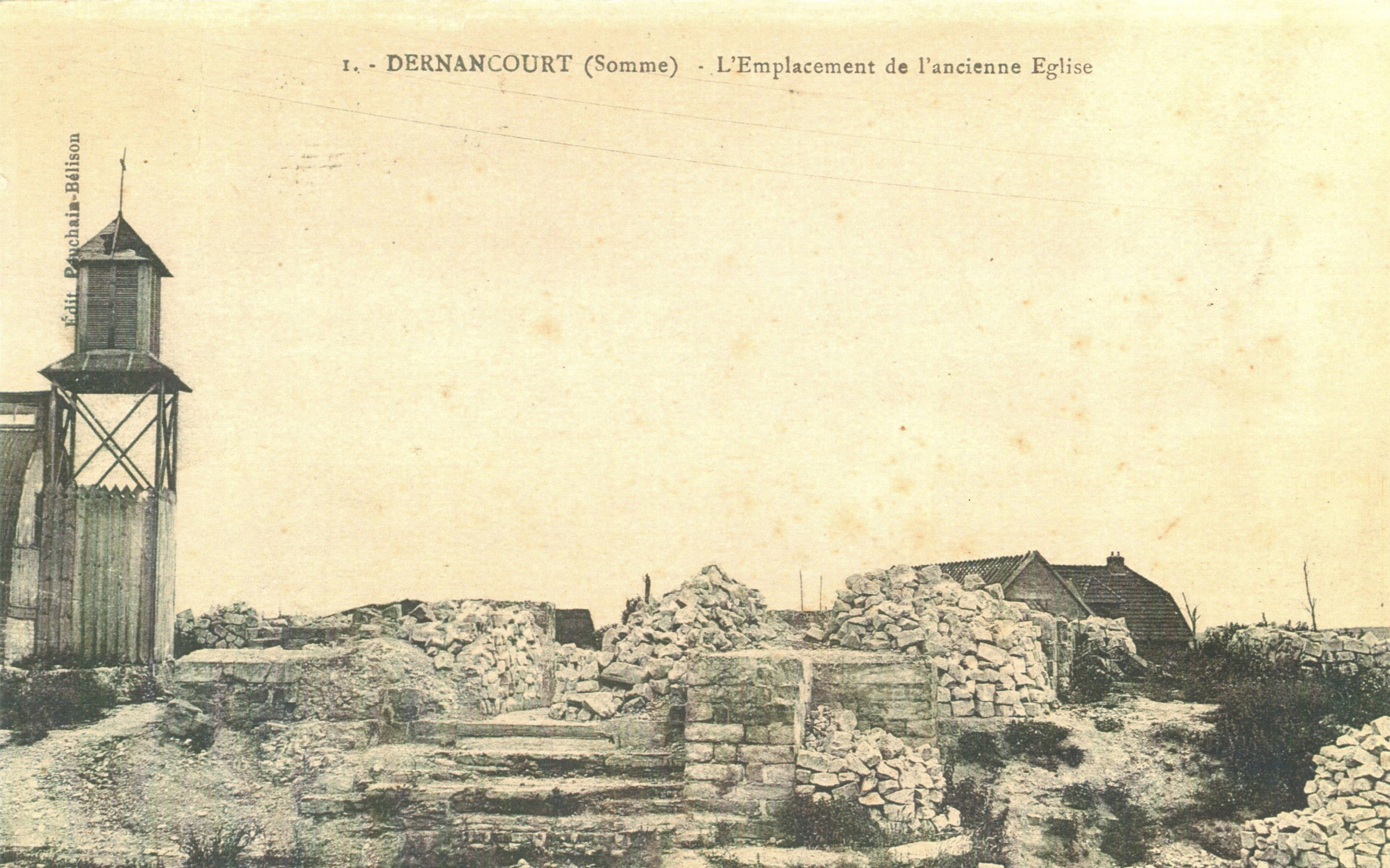
Ruines de l'église vers 1920.
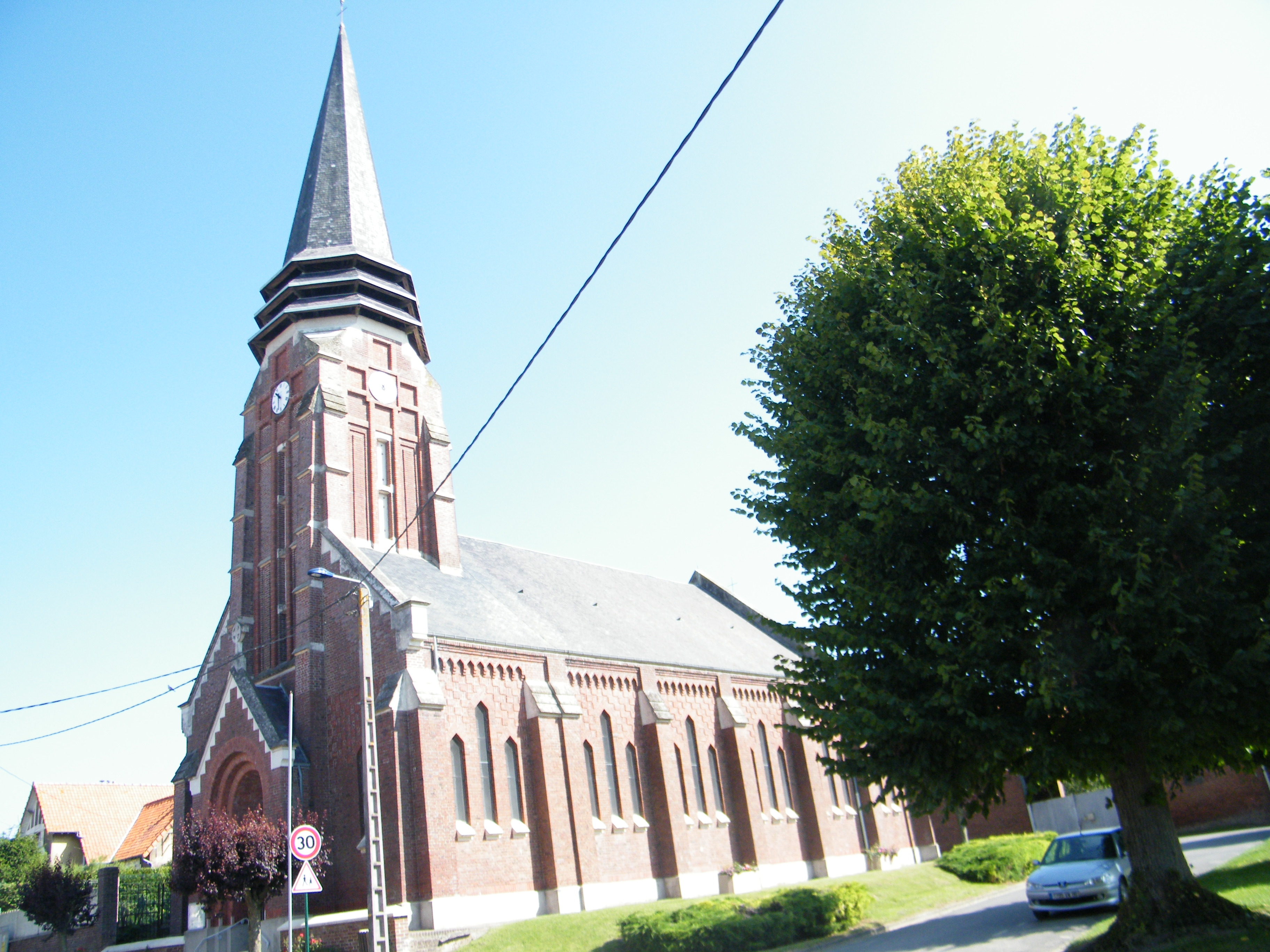
Église Saint-Léger.
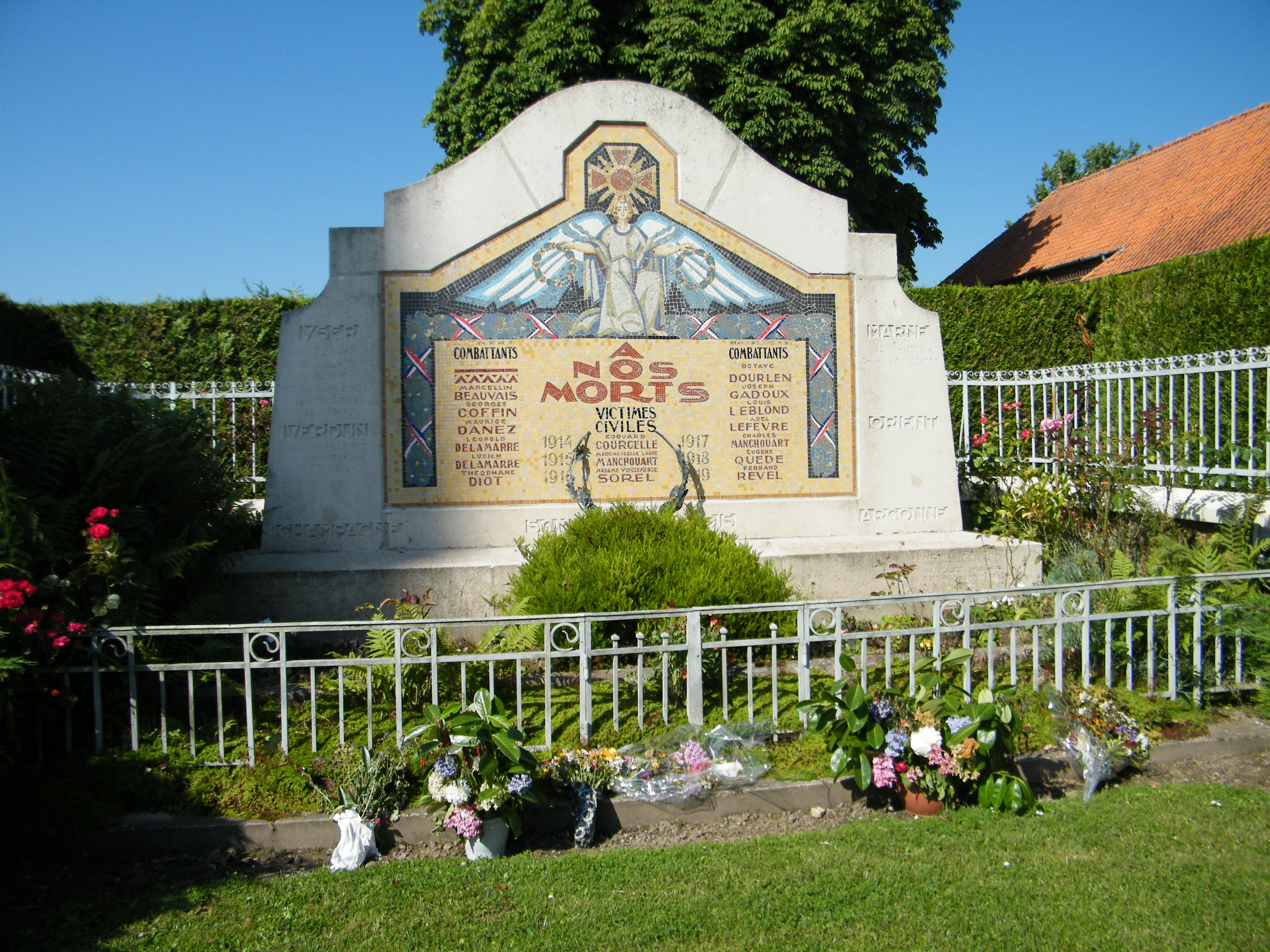
Monument aux morts.
Pavillon Adélaïde.
École.
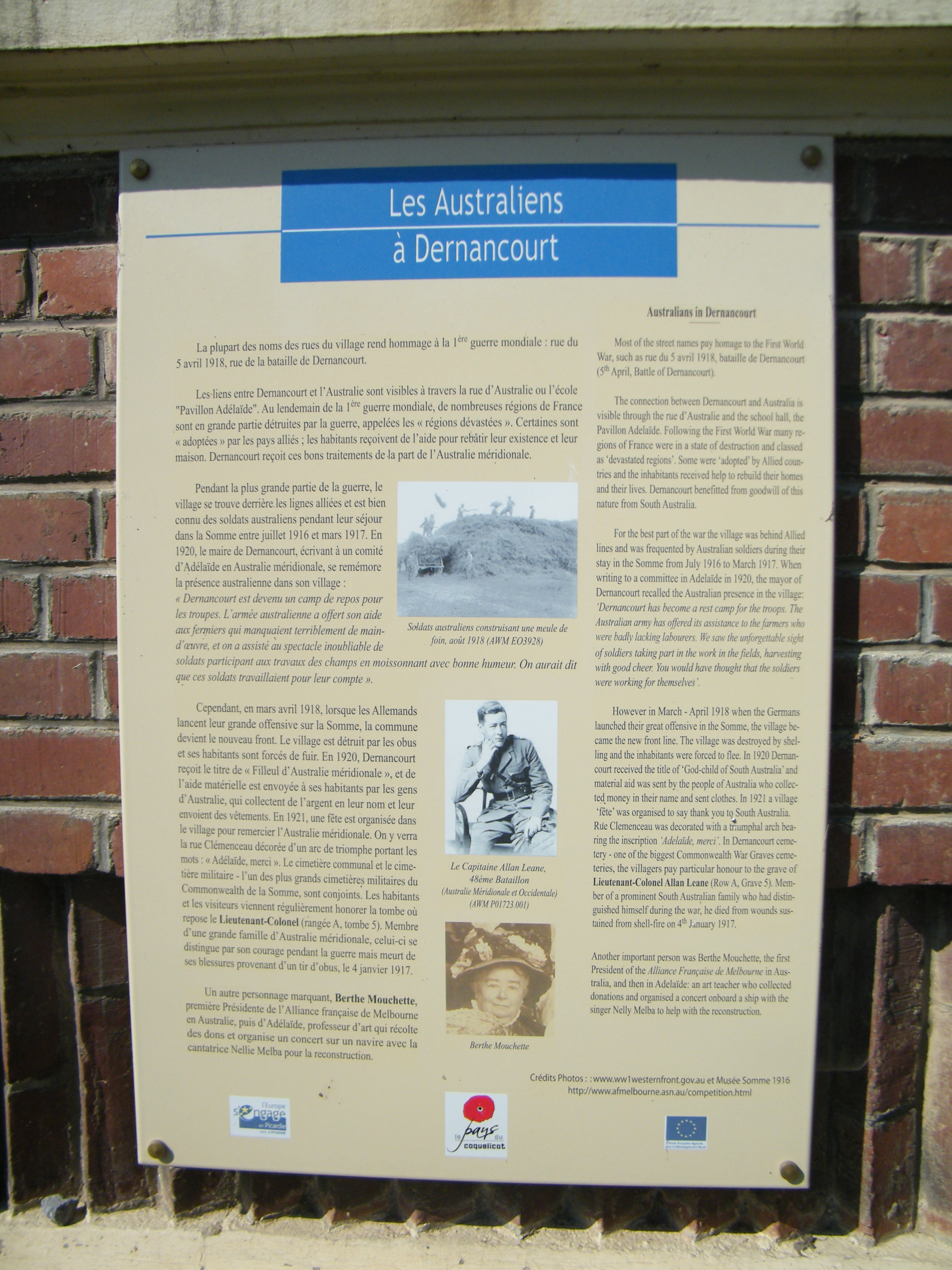
Les Australiens à Dernancourt.
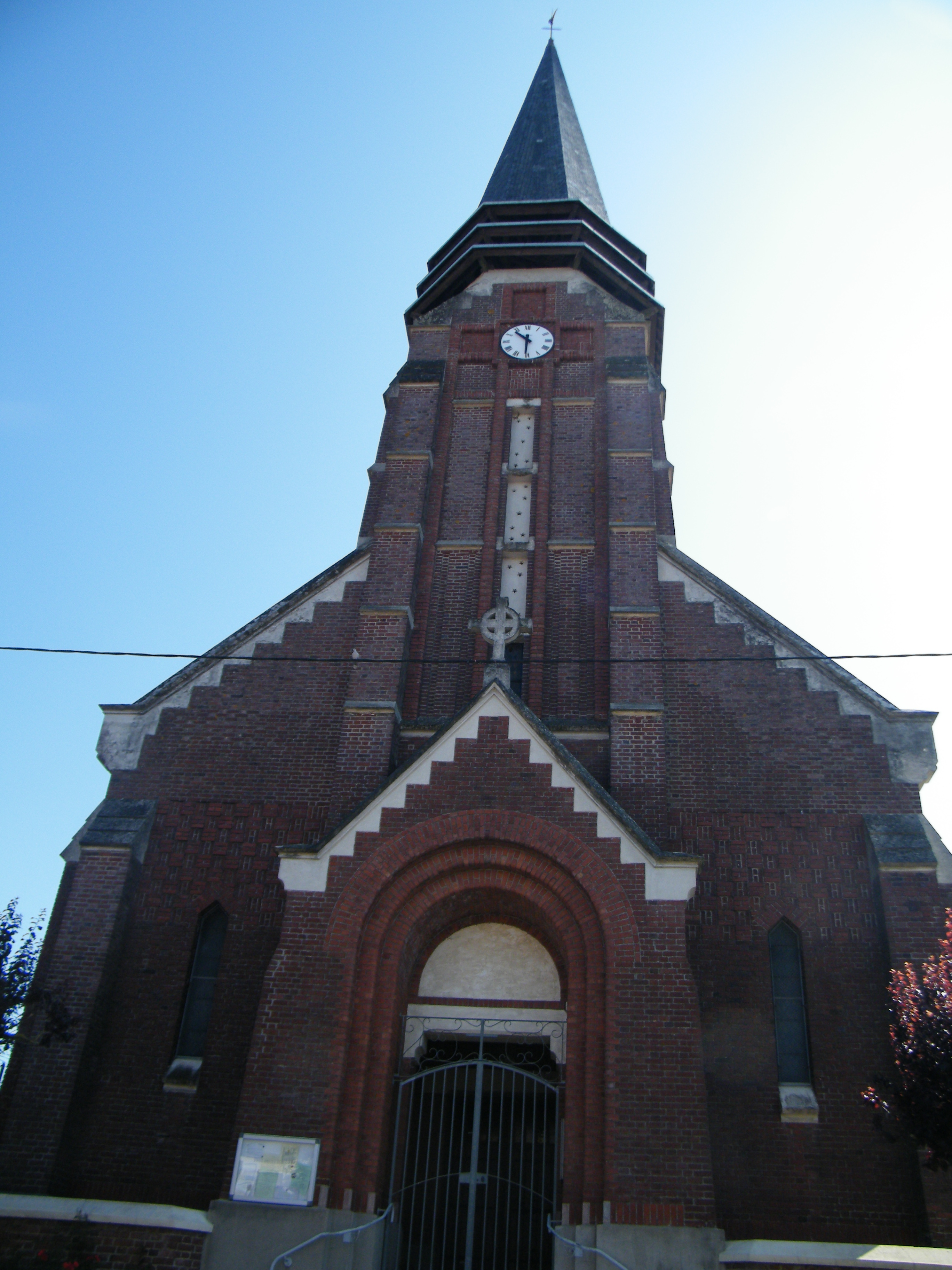
Clocher de Saint-Léger.

- Le cimetière militaire britannique: mitoyen du cimetière communal, il contient 2 131 tombes de soldats du Commonwealth.

- Le monument aux morts : inauguré en 1928, il est l'œuvre de l'architecte Henry Faucheur et du mosaïste-verrier Louis Barillet. Il se présente sous la forme d'un mur de pierre calcaire décoré d'une mosaïque qui représente dans sa partie haute, une allégorie de la victoire : une femme ailée, la tête auréolée de la croix de guerre, tenant dans chaque main une couronne mortuaire. À l'arrière plan, des formes triangulaires noires semblent symboliser le village en ruines. Au centre, dans un rectangle tapissé de mosaïque jaune, est inscrit cette dédicace : « A nos morts » avec de chaque côté et en dessous la liste des victimes civiles et militaires. Ce monument est inscrit à l'inventaire général du patrimoine culturel depuis le 2 juin 1997[40].
- La rue du 5-Avril-1918 - Bataille-de-Dernancourt (ancienne rue du Maréchal-Pétain)

### Traditions populaires
Le village a sauvegardé des traditions locales : 
- les martelets,
- le ballon au poing,
- les mais,
- la Saint-Éloi[41]...

### Personnalités liées à la commune
- Berthe Mouchette : artiste peintre, fondatrice de l'antenne de l'Alliance française de Melbourne, participa aux actions de reconstruction du village.

On peut noter que la bataille de Dernancourt a donné lieu à plusieurs reconnaissances honorifiques par des distinctions militaires accordées notamment à des soldats alliés britanniques et australiens.

## Héraldique
| Blason de Dernancourt | Blason  | Coupé mi parti en chef: au 1) parti d'or à une locomotive à vapeur sur ses rails de sable; au 2)de gueules à un kangourou et son petit dans sa poche d'or, au 3) de sinople à sept épis de blé empoignés en éventail d'or et liés de gueules; à la burelle ondée d'azur brochant sur la partition. |
| Blason de Dernancourt | Détails | Création de Jean-François Binon. Adoption en janvier 2023 |